# 第六只見川橋梁
第六只見川橋梁（だいろくただみがわきょうりょう）は、福島県大沼郡金山町の只見川に架かる東日本旅客鉄道（JR東日本）只見線の鉄道橋である。

## 概要
国鉄会津線（現・只見線）の会津川口駅 - 只見駅間の延伸工事に伴って1963年（昭和38年）に供用開始した。本名駅 - 会津越川駅間の阿賀野川水系只見川に架かる全長193.28 mの橋梁である（外部リンク参照）。
もともとは田子倉ダムの建設のため、1957年（昭和32年）に会津川口から只見を経てダム建設現場までを電源開発株式会社の専用鉄道として敷設したときに、本橋梁は同年に完成している。
本橋梁は本名ダムの下流側に架かっているが、本橋梁の建設時には本名ダムの放流時の影響を避けるために、トラス桁部分は垂直吊りケーブルエレクション工法にて架設されている。

### 平成23年7月新潟・福島豪雨の影響

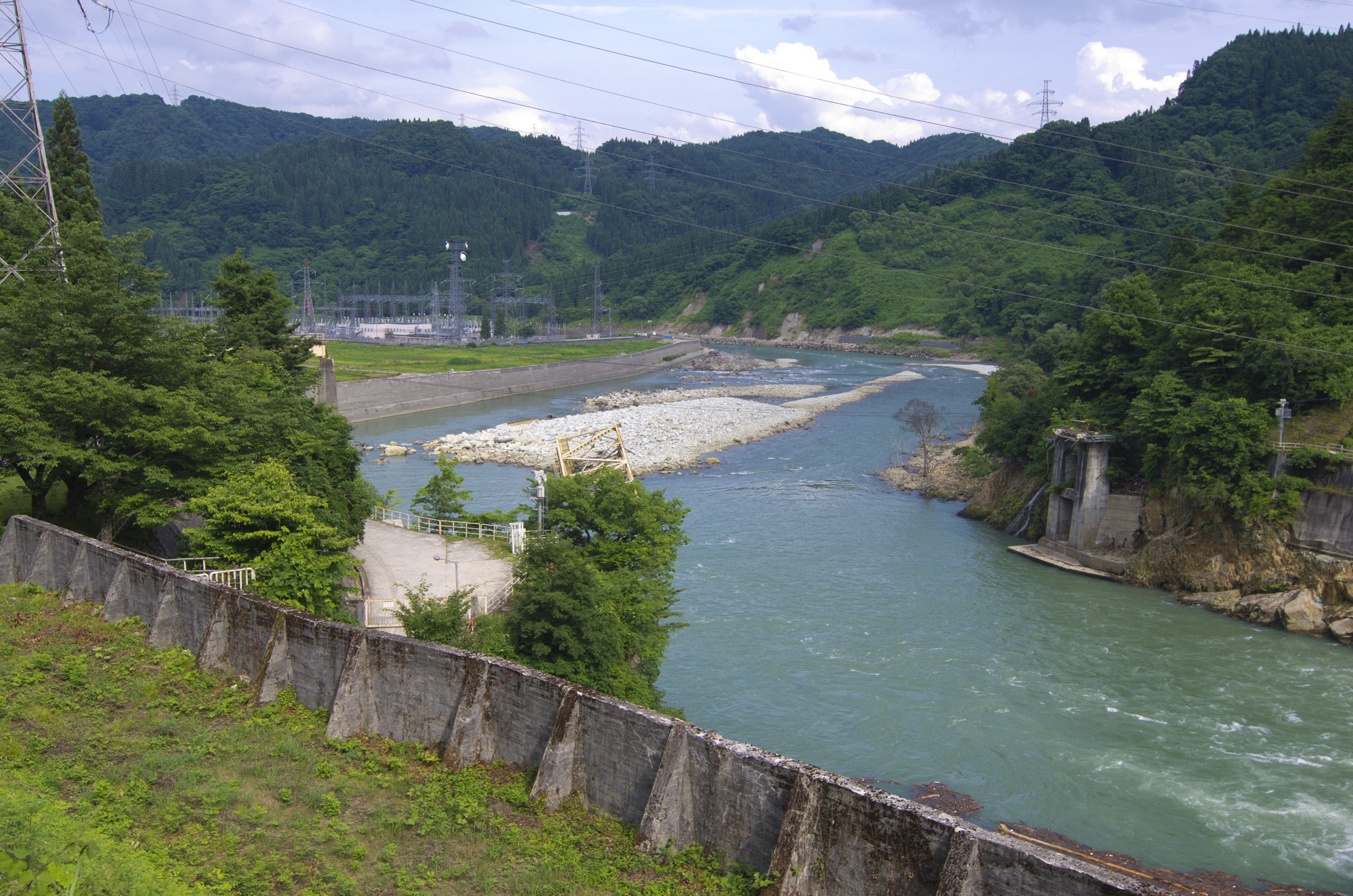
流出後の第六只見川橋梁

2011年（平成23年）7月の新潟・福島豪雨では、只見川の増水・氾濫により本橋梁のトラス桁および前後のプレートガーダー桁2連が流失した。なお、川口方の鉄筋コンクリート桁およびプレートガーダー桁2連部分は流失されずに残っている。

## 構造
鉄筋コンクリート桁、プレートガーダー桁、トラス桁の混成形式であり、トラスは1956年（昭和31年）製造の日本橋梁製である。
- 1 - 3連目：単線上路式コンクリート桁（支間長6.0 m）
- 4連目：単線上路式プレートガーダー（支間長12.9 m）
- 5連目：単線上路式プレートガーダー（支間長16.0 m）
- 6連目：単線上路式プレートガーダー（支間長19.2 m）
- 7連目：単線上路式ワーレントラス（支間長77.5 m）
- 8連目：単線上路式プレートガーダー（支間長19.2 m）
- 9連目：単線上路式コンクリート桁（支間長3.95 m）

## 周辺
- 国道252号
- 本名橋（本名ダム）
- 本名変電所
- 本名トンネル（只見線）

## その他
只見川に架かる本橋梁は、鉄道ファンやカメラマンの有名撮影ポイントとなっている。特に、本名ダム手前の本橋梁を列車が渡るため、ダムと列車を絡めた構図で撮影することができる。また、只見川が増水する雨の日など本名ダムが放流する時は、迫力満点の写真が撮影できる。